# 岳麓栅蛛
岳麓栅蛛（学名：Hahnia yueluensis）为栅蛛科栅蛛属的动物。在中国大陆，分布于湖南等地。该物种的模式产地在湖南。